# Estrada de Ferro Central do Paraná

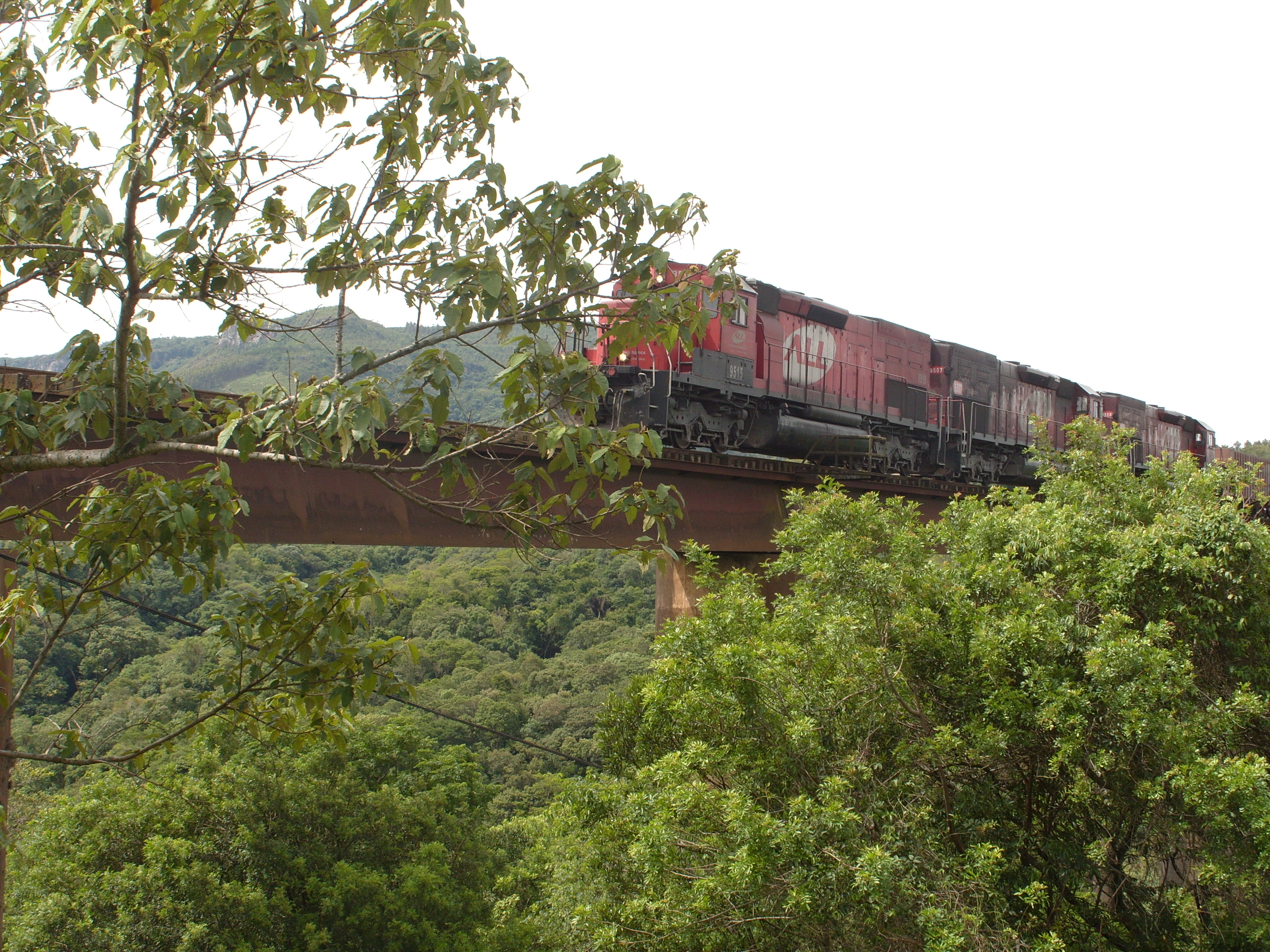
Trem da Estrada de Ferro Central do Paraná atravessando a Serra do Cadeado, na região de Faxinal.

A Estrada de Ferro Central do Paraná é uma ferrovia localizada no estado do Paraná, no Brasil, ligando as cidades Apucarana e Ponta Grossa.
A ferrovia começou sendo planejada pelo governo federal em meados da década de 1960, com o objetivo de se integrar na malha ferroviária nacional, facilitando e permitindo o aumento das exportações agrícolas do Paraná, do então Mato Grosso - atual Mato Grosso do Sul - e oeste de São Paulo, criando um corredor de acesso rápido ao porto de Paranaguá. Um dos maiores problemas para a plena utilização deste porto residia na falta de uma ferrovia que ligasse o norte do estado até Ponta Grossa, sendo até então necessário percorrer 620 quilômetros de um traçado cheio de problemas, com declives e aclives muito acentuados e curvas extremamente fechadas, por forma a escoar a produção do oeste de São Paulo e do Mato Grosso, assim como do próprio Paraná. A construção desta ferrovia veio solucionar este problema, economizando quase 300 quilômetros, num traçado bem mais seguro.
A construção iniciou-se no final da década. Uma vez que a União tinha dificuldade na obtenção de recursos externos, o governo paranaense procurou para fazer uma operação triangular. O então governador Paulo Pimentel, favorável à construção da ferrovia, concordou com o projeto, tendo o governo estadual obtido recursos internos e externos para o empreendimento, obrigando-se a entregar a ferrovia À União assim que fosse concluída. O governo federal, por seu lado, constituiu uma comissão para administrar a obra, comprometendo-se a reembolsar o Paraná por todos os gastos.
A ferrovia foi inaugurada em 1975, sendo de imediato entregue ao governo federal. Logo no primeiro ano de funcionamento da Estrada de Ferro Central do Paraná, o porto de Paranaguá registrou um aumento de 44% no volume de carga embarcada.
Em 2002, quase metade dos trinta e um milhões de toneladas movimentadas no porto de Paranaguá, transitou pelo trecho Apucarana–Ponta Grossa da ferrovia. No ano de 2001, segundo dados da Assembleia Legislativa do Paraná, dos oito milhões e meio de toneladas exportadas por aquele porto, e que chegaram ao porto por ferrovia, 7,2 milhões foram produtos agrícolas produzidos no Mato Grosso do Sul, e no oeste paulista, representando uma receita estimada para a União equivalente a 5,3 bilhões de dólares.